# 基兴代门罗伊特
基兴代门罗伊特是德国巴伐利亚州的一个市镇。总面积39.31平方公里，总人口879人，其中男性453人，女性426人（2011年12月31日），人口密度22人/平方公里。